# Трелфолл, Дженнет
Дженнет Трелфолл (англ. Jennette Threlfall; 1821—1880) — английская поэтесса.

## Биография
Родилась 24 марта 1821 года в Блэкберне, Ланкашир, Англия, в семье торговца вином. Осиротев в раннем возрасте, Дженнет жила в доме своих дяди и тети — Баннистер и Мэри-Джейн Экклз в Блэкберне. Лейланд. Позже она жила со своей двоюродной сестрой — Сарой-Элис Эштон, в местечке Dean’s Yard, Вестминстер.
Однажды с нею произошел несчастный случай, сделав девушку пожизненно инвалидом, давая при этом много времени, чтобы писать стихи и церковные гимны. Свои произведения она часто отсылала для печати анонимно. Впервые они были собраны и изданы небольшим тиражом под названием Woodsorrel or Leaves from a Retired Home в Лондоне в 1856 году. Позже Трелфолл отобрала 15 стихов из Woodsorrel, добавив 55 других, и опубликовала всё это под названием Sunshine and Shadow, Poems by Jeannette Threlfall в Лондоне в 1873 году. Третье издание её произведений вышло в 1880 году и называлось New Edition. With In Memoriam from the Sermons of the Dean of Westminster and Canon Farrar.
Умерла 30 ноября 1880 года в госпитале St. George’s Hospital, Лондон, Англия. Похоронена на кладбище Highgate Cemetry в Лондоне.
Одно из её произведений — «Arrichion» — было посвящено древнегреческому атлету Арихиону.